# Puteaux
Puteaux je francouzské město v departmentu Hauts-de-Seine v regionu Île-de-France.

## Poloha
Puteaux leží na levém břehu Seiny, která tvoří východní hranici s Paříží a Neuilly-sur-Seine. Na severu sousedí s Courbevoie, na západě s městem Nanterre a na jihu s městem Suresnes. K městu patří i ostrov Puteaux na Seině. Na části území města se rozkládá též administrativní a komerční čtvrť La Défense.

## Historie
Město založil v roce 1148 opat Suger, který mu dal jméno Putiauz a vydal mu privilegia. Název města může pocházet ze slova ve staré francouzštině putel, což znamená "bažinu", nebo "močál". Podle jiné teorie může pocházet z latinského puteoli znamenající "malé studny". Současný tvar se ustálil v 16. a 17. století.
Území patřilo klášteru Saint-Denis do roku 1248, kdy bylo město vyvázáno z poddanství.
V 19. století bylo město známé kultivací růží, na ostrově Puteaux se nacházela farma Jamese Rothschilda.

## Památky
- kostel Sainte-Mathilde
- kostel Notre-Dame du Perpétuel Secours
- kostel Notre-Dame de Pitié
- starý hřbitov z roku 1848 na rue des Bas Rogers, kde je pohřben například pilot Formule 1 Georges Grignard; tento hřbitov je v současnosti zaplněn, obec používá nový, kde se mimo jiné nachází i památník obětem holokaustu od sochaře Crispina Guesta

## Demografie
Počet obyvatel

## Partnerská města
- Braga, Portugalsko, 1995
- Esch-sur-Alzette, Lucembursko, 1960
- Gan Javne, Izrael, 1995
- Kati, Mali, 1985
- Mödling, Rakousko, 1966
- Offenbach am Main, Německo, 1977
- Saint-Gilles, Belgie, 1956
- Tilburg, Nizozemsko, 1956
- Tower Hamlets, Spojené království, 1956
- Velletri, Itálie, 1960
- Zemun, Srbsko, 1969